# Бук лісовий (1 дерево) № 3
Бук лісовий (1 дерево) № 3 (Урманський бук) — ботанічна пам'ятка природи місцевого значення в Україні. Розташована в межах Тернопільського району Тернопільської області, на захід від села Пліхів, в кв. 25, вид. 3 Урманського лісництва, в межах лісовового урочища «Урмань». 
Площа — 0,01. Оголошений об'єктом природно-заповідного фонду рішенням виконавчого комітету Тернопільської обласної ради від 18 березня 1994 року. Перебуває у відані ДП «Бережанське лісомисливське господарство». 
Вік бука — 110 років, діаметр — 56 см, висота — 30,5 метрів, бонітет — 1а, умови місцезростання — Д3.